# Jewhen Kuczerewski
Jewhen Mefodijowycz Kuczerewski, ukr. Євген Мефодійович Кучеревський, ros. Евгений Мефодьевич Кучеревский, Jiewgienij Miefodjewicz Kuczieriewski (ur. 6 sierpnia 1941 w Chersoniu, zm. 26 sierpnia 2006 w Dniepropietrowsku) – ukraiński piłkarz, grający na pozycji bramkarza, trener.

## Kariera piłkarska
W 1954 rozpoczął karierę piłkarską w juniorskiej drużynie Spartak Chersoń, skąd przeszedł do drużyny seniorów. W latach 1962–1965 bronił barw wojskowego SKA Odessa. Od 1966 występował w trzecioligowej drużynie Sudnobudiwelnyk Mikołajów. W 1968 przeszedł do amatorskiej drużyny Awanhard Żółte Wody, w której w 1972 ukończył karierę piłkarską.

## Kariera trenerska
Pracę szkoleniową rozpoczął w 1981. Trenował ukraińskie kluby Kołos Nikopol i Sudnobudiwelnyk Mikolajów. Od grudnia 1986 na stanowisku głównego trenera Dnipra Dniepropietrowsk, z którym w 1988 zdobył Mistrzostwo ZSRR oraz Puchar ZSRR w 1989. Po rozpadzie ZSRR wyjechał za granicę trenować tunezyjski klub Étoile Sportive du Sahel. Następnie prowadził juniorską i olimpijską reprezentację Rosji. W 1994 powrócił do Mikołajowa, gdzie trenował miejscowy klub. W latach 1997–2000 pracował z rosyjskimi klubami Arsenał Tuła, Rotor Wołgograd oraz Torpedo-ZIŁ Moskwa. Od sezonu 2001/02 ponownie na stanowisku głównego trenera Dnipra Dniepropietrowsk, z którym osiągnął sukcesy w rozgrywkach Pucharu UEFA (1/16 finału). Po nieudanym sezonie 2005/06 zrezygnował z prowadzenia klubu. Jednak pozostał w klubie na stanowisku dyrektora sportowego. Tragicznie zginął 26 sierpnia 2006 w wypadku samochodowym koło Dniepropietrowska.

## Sukcesy i odznaczenia

### Sukcesy indywidualne
- najlepszy trener Ukrainy: 2003, 2004

### Odznaczenia
- tytuł Mistrza Sportu ZSRR: 1985
- tytuł Zasłużonego Trenera ZSRR: 1988
- tytuł Zasłużonego Trenera Ukrainy
- Order „Za zasługi” III klasy: 2004[1]
- Order „Za zasługi” II klasy: 2006[2].